# 香川県交通
香川県交通株式会社（かがわけんこうつう）は、香川県を営業区域とするタクシー会社である。本社は香川県高松市天神前6番32号。

## 概要
1953年（昭和28年）11月設立。同業者の吸収合併で規模を拡大し、営業所を高松市内に3箇所持っている。代表取締役は大賀正三（観音寺市議会議員・オーガトラベル前社長で創立者）

## 事業所
本社
香川県高松市天神前6-32
香西営業所
香川県高松市香西東町553-7
南営業所
香川県高松市田村町995-7
平池ゴルフセンター
香川県高松市仏生山町甲3206

## バス事業（廃止）
かつては観光バス事業も行っていたが、1995年（平成7年）に撤退し、四国旅客鉄道（JR四国、現在はジェイアール四国バスに分社）に事業譲渡されている。一部に三菱製のバスもいたが、主に日野製のバスを使用していた。過去には日野自動車を導入している隣県の岡山の中鉄観光の中古車両を積極的に導入していた時期もあった。ジェイアール四国バスの生え抜き車両に2014年（平成26年）までは日野製はなかったので、車両称号のハイフンの前が「647」「687」は元香川県交通の車両ということになっていた。2014年（平成26年）4月現在、社番647-4907の1台が残存し、アンパンマンバスとしてラッピングされて貸切用として使用されている。

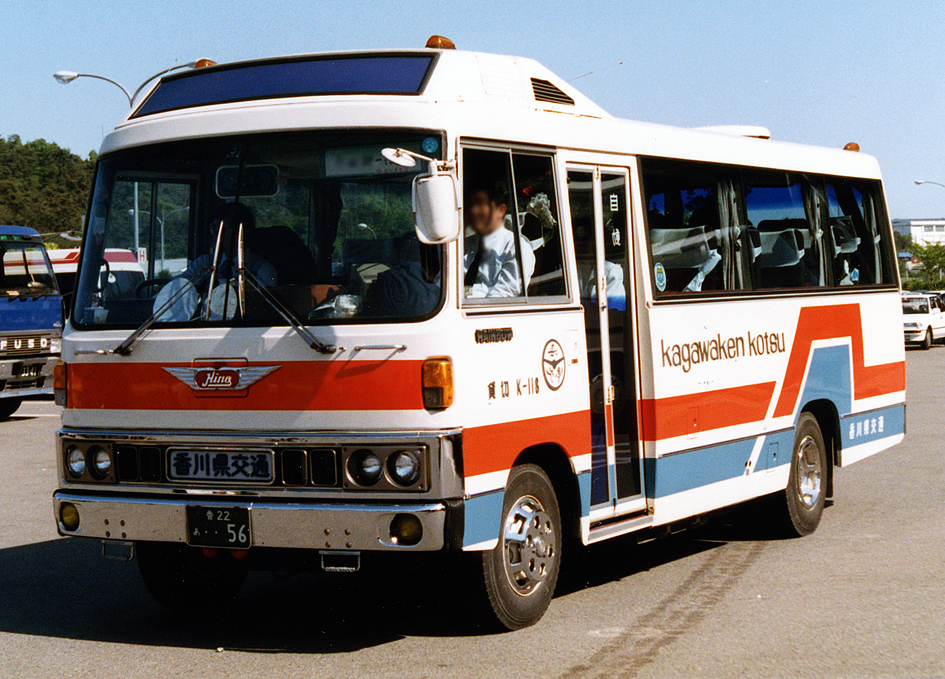
貸切バス（日野・レインボー）
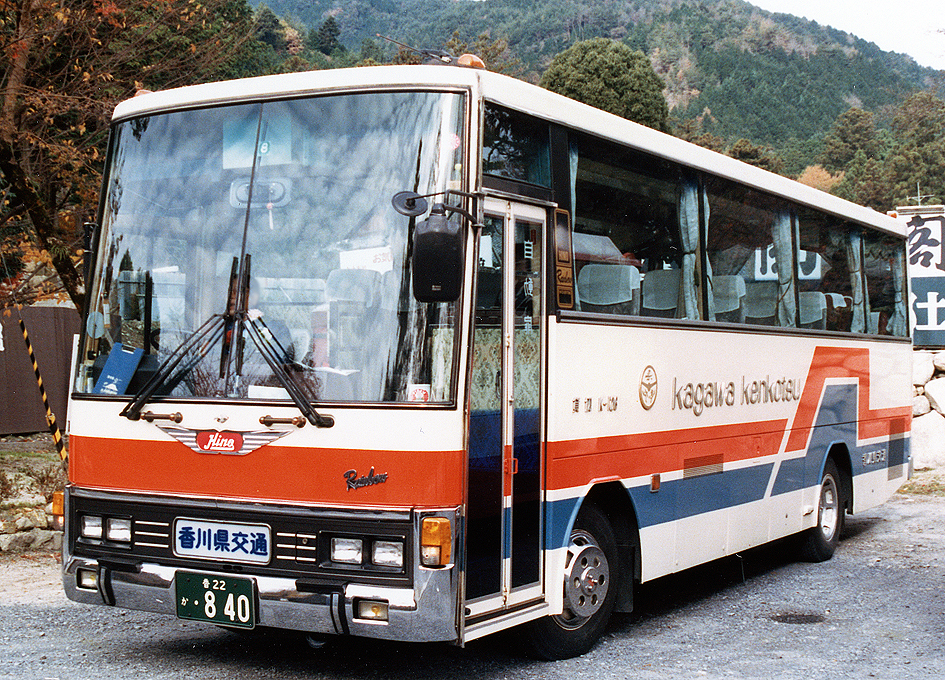
同
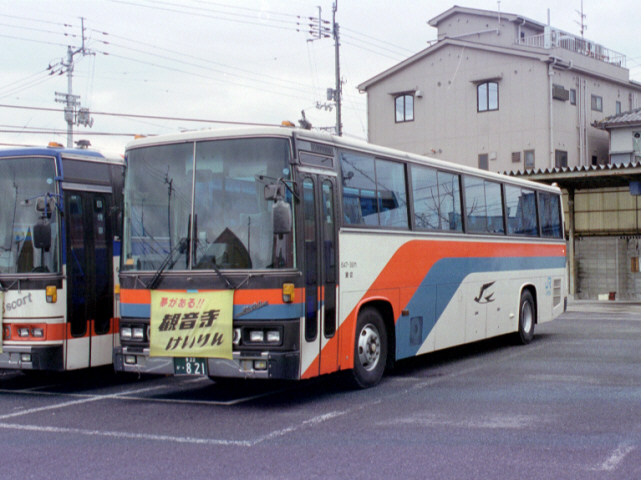
JR四国高松自動車営業所観音寺営業所にて撮影

## 民事再生法申請
過去の規模拡大による借入金負担が大きかった上、バブル景気の崩壊で業績が悪化したため、タクシーとゴルフ練習場以外の事業から順次撤退したが、収益改善には至らず、2007年（平成19年）8月28日までに民事再生法適用を申請した。